# Stelletta eduardoi
Espèce
Stelletta eduardoi est une espèce d'éponges de la famille des Ancorinidae.

## Distribution
L'espèce est décrite des îles Galápagos, dans l'Océan Pacifique.

## Taxinomie
L'espèce Stelletta eduardoi est décrite en 1997 par Ruth Desqueyroux-Faúndez et Rob W. M. van Soest. L'épithète spécifique rend hommage au spongiologiste brésilien Eduardo Hajdu.